# Inge Hammarström
Hans Inge Hammarström (né le 20 janvier 1948 à Sundsvall en Suède) est un joueur professionnel de hockey sur glace qui joua au poste d'ailier gauche dans l'Elitserien et la Ligue nationale de hockey avec les Maple Leafs de Toronto et les Blues de Saint-Louis.

## Biographie

### Carrière en club
Hammarström débuta chez les professionnels en 1963 avec Timrå IK à l'âge de 15 ans. Il prit le chemin du Brynäs IF en 1968, où il remporta trois championnats consécutifs de 1970 à 1972. En 1973, Hammarström rejoint la LNH et les Leafs, avec qui il passa cinq saisons, puis les Blues pour deux saisons de plus, avant de retourner en Suède, où il remporta un championnat de plus avec Brynäs en 1980. Il prit sa retraite en 1982.

### Carrière internationale
Il représente la Suède au niveau international.

## Statistiques

### En club
| Saison     | Équipe                 | Ligue      |     | Saison régulière | Saison régulière | Saison régulière | Saison régulière | Saison régulière |    | Séries éliminatoires | Séries éliminatoires | Séries éliminatoires | Séries éliminatoires | Séries éliminatoires |
| Saison     | Équipe                 | Ligue      | PJ  | B                | A                | Pts              | Pun              | PJ               | B  | A                    | Pts                  | Pun                  |                      |                      |
| 1964-1965  | Wifsta/Östrand         | Division 1 | 20  |                  |                  |                  |                  |                  |    |                      |                      |                      |                      |                      |
| 1965-1966  | Wifsta/Östrand         | Division 1 | 21  |                  |                  |                  |                  |                  |    |                      |                      |                      |                      |                      |
| 1966-1967  | Timrå IK               | Division 1 |     |                  |                  |                  |                  |                  |    |                      |                      |                      |                      |                      |
| 1967-1968  | Timrå IK               | Division 1 | 21  | 14               | 10               | 24               |                  |                  |    |                      |                      |                      |                      |                      |
| 1968-1969  | Brynäs IF              | Division 1 | 6   | 4                | 1                | 6                | 0                |                  |    |                      |                      |                      |                      |                      |
| 1969-1970  | Brynäs IF              | Division 1 | 28  | 14               | 5                | 19               |                  |                  |    |                      |                      |                      |                      |                      |
| 1970-1971  | Brynäs IF              | Division 1 | 28  | 10               | 13               | 23               | 8                |                  |    |                      |                      |                      |                      |                      |
| 1971-1972  | Brynäs IF              | Division 1 | 28  | 19               | 10               | 29               | 10               |                  |    |                      |                      |                      |                      |                      |
| 1972-1973  | Brynäs IF              | Division 1 | 28  | 18               | 11               | 29               | 14               |                  |    |                      |                      |                      |                      |                      |
| 1973-1974  | Maple Leafs de Toronto | LNH        | 66  | 20               | 23               | 43               | 14               | 4                | 1  | 0                    | 1                    | 0                    |                      |                      |
| 1974-1975  | Maple Leafs de Toronto | LNH        | 69  | 21               | 20               | 41               | 23               | 7                | 1  | 3                    | 4                    | 4                    |                      |                      |
| 1975-1976  | Maple Leafs de Toronto | LNH        | 76  | 19               | 21               | 40               | 21               | --               | -- | --                   | --                   | --                   |                      |                      |
| 1976-1977  | Maple Leafs de Toronto | LNH        | 78  | 24               | 17               | 41               | 16               | 2                | 0  | 0                    | 0                    | 0                    |                      |                      |
| 1977-1978  | Maple Leafs de Toronto | LNH        | 3   | 1                | 1                | 2                | 0                | --               | -- | --                   | --                   | --                   |                      |                      |
| 1977-1978  | Blues de Saint-Louis   | LNH        | 70  | 19               | 19               | 38               | 4                | --               | -- | --                   | --                   | --                   |                      |                      |
| 1978-1979  | Blues de Saint-Louis   | LNH        | 65  | 12               | 22               | 34               | 8                | --               | -- | --                   | --                   | --                   |                      |                      |
| 1979-1980  | Brynäs IF              | Elitserien | 34  | 16               | 11               | 27               | 32               | 7                | 5  | 3                    | 8                    | 6                    |                      |                      |
| 1980-1981  | Brynäs IF              | Elitserien | 29  | 13               | 8                | 21               | 20               |                  |    |                      |                      |                      |                      |                      |
| 1981-1982  | Brynäs IF              | Elitserien | 34  | 10               | 12               | 22               | 20               |                  |    |                      |                      |                      |                      |                      |
| Totaux LNH | Totaux LNH             | Totaux LNH | 427 | 116              | 123              | 239              | 86               | 13               | 2  | 3                    | 5                    | 4                    |                      |                      |